# بخش همیلتون (شهرستان لارنس، اوهایو)
بخش همیلتون (به انگلیسی: Hamilton Township) یک منطقهٔ مسکونی در ایالات متحده آمریکا است که در شهرستان لارنس، اوهایو واقع شده‌است.
 بخش همیلتون ۲۹٫۹۳ کیلومتر مربع مساحت و ۱٬۷۷۲ نفر جمعیت دارد و ۱۸۲ متر بالاتر از سطح دریا واقع شده‌است.